# Xi Cephei
Désignations
ξ Cep A : HD 209790, SAO 19827

Xi Cephei (ξ Cep, ξ Cephei), également nommée Kurhah, est une étoile triple de la constellation de Céphée. Sa magnitude apparente combinée est de +4,29. D'après la mesure de sa parallaxe annuelle par le satellite Hipparcos, le système est situé à environ ∼ 97 a.l. (∼ 29,7 pc) de la Terre. Il se rapproche du Système solaire à une vitesse radiale de −11 km/s.

## Noms
Xi Cephei porte les noms traditionnels de Kurhah, d'Alkirdah et d'Al Kirduh ; ces noms proviendraient de Al Ḳurḥaḥ (القرحة - al-qurhah), un mot arabe traduit par une tache blanche, ou marque, sur le museau d'un cheval, une autre proposition étant Al Ḳirdah (ألقردة - al qírada), le singe. Le nom de Kurhah a été officialisé par l'Union astronomique internationale en date du 12 septembre 2016.
En chinois, 天鈎 (Tiān Gōu), signifiant Crochet céleste, fait référence à un astérisme constitué de ξ Cephei, 4 Cephei, HD 194298, η Cephei, θ Cephei, α Cephei, 26 Cephei, ι Cephei et ο Cephei. Par conséquent, ξ Cephei elle-même est appelée 天鈎六 (Tiān Gōu liù, la sixième étoile du Crochet céleste).

## Propriétés
Le système de Xi Cephei comprend trois étoiles. La composante désignée Xi Cephei A est une binaire spectroscopique à raies doubles qui complète une orbite avec une période de 811 jours et selon une excentricité de 0,46. L'étoile primaire de ce sous-système, désignée Xi Cephei Aa, est une étoile Am de type spectral A3Vm, tandis que Xi Cephei Ab est une étoile géante jaune-blanche de type spectral F2III,.
Xi Cephei B, également désignée HD 209791, est une étoile jaune-blanc de la séquence principale de septième magnitude et de type spectral F7V qui semble appartenir au système. Elle est située, en date de 2019, à une distance angulaire de 8,2 secondes d'arc et à un angle de position de 274° de la paire Xi Cephei A.
Il existe également une composante de douzième magnitude désignée Xi Cephei C, mais il s'agit d'une composante optique, apparaissant proche de Xi Cephei par coïncidence.